# Вольно-Надеждинское

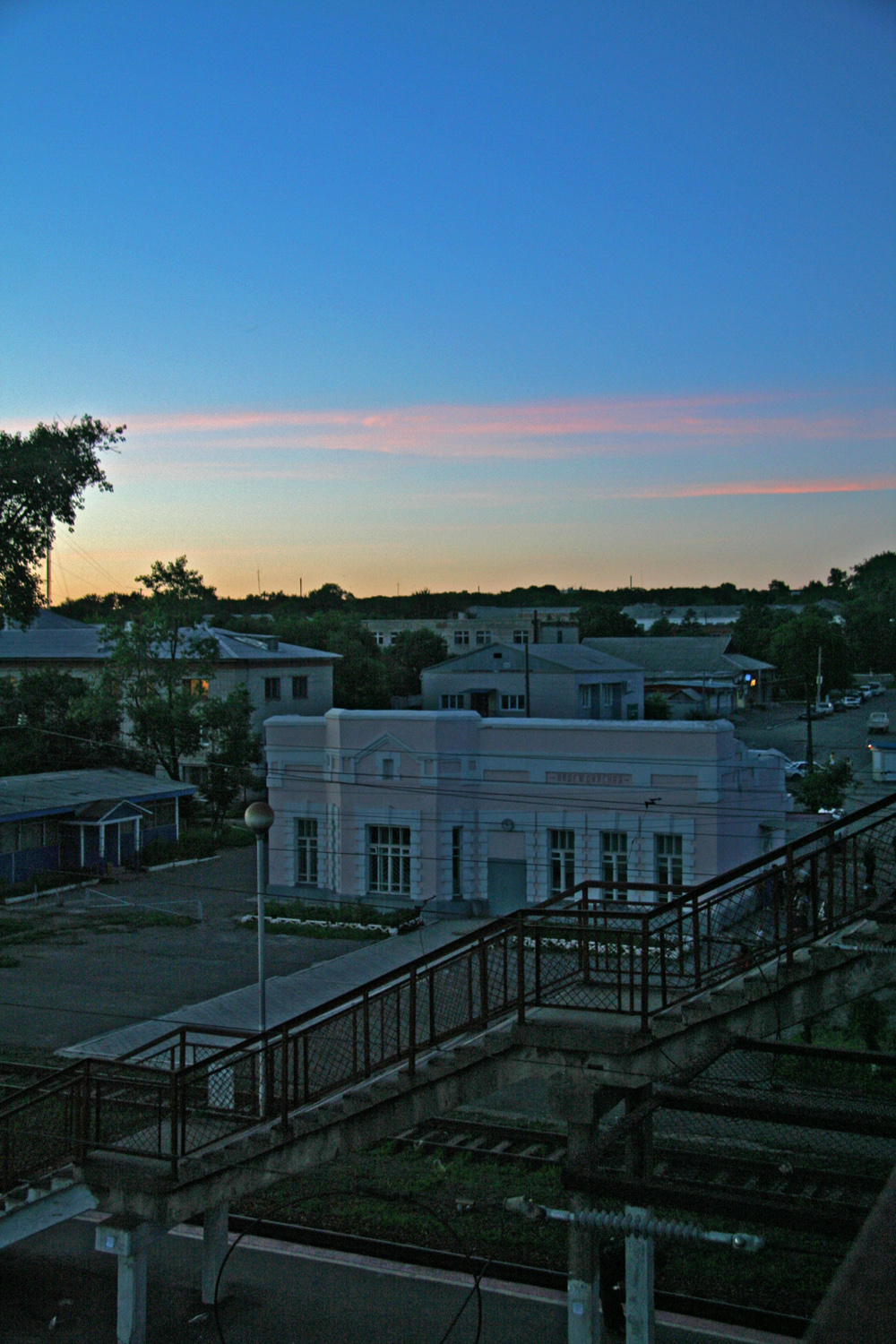
Железнодорожный вокзал с. Вольно-Надеждинское

Во́льно-Наде́ждинское — сельский населённый пункт, административный центр Надеждинского района Приморского края.
Село расположено на реке Шмидтовка, в 6,5 километрах от её впадения в Амурский залив. Через село проходит федеральная трасса «Уссури» и транссибирская магистраль, на которой находится станция «Надеждинская», от которой отходила ветка на Тавричанку, по разным данным, ветка на Тавричанку прекратила свое существование в промежутке между 1999-м и 2001-м годами, и на текущий 2019-й год существует только часть бывшей тавричанской ветки, которая является подъездным путем компании «РосНефть». Расстояние по автодороге до Владивостока составляет около 37 км, до Уссурийска — 57 км.

## История

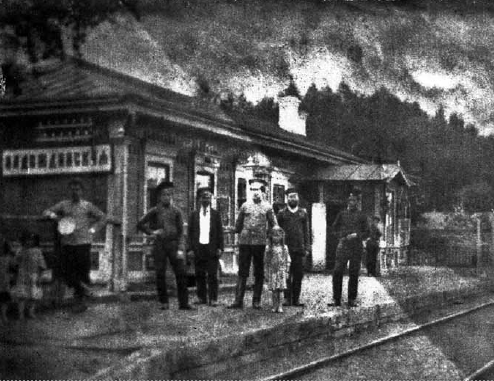
Ж.д. станция Надеждинская 1900 г.

Официальной, датой по справочнику административно-территориального деления Приморского края, датой образования села Вольно-Надеждинского считается 1899 год. Однако сам процесс заселения растянулся на несколько предшествующих десятилетий. В истории Вольно-Надеждинского сохранились свидетельства, следуя которым, факт образования села можно соотнести с различными датами: 5 июня 1893 год — открытие железнодорожной станции Надеждинская и 1899 год — образование казачьего посёлка Чичаговского.
1899 год — образование казачьего посёлка Чичаговского.
В «Сравнительной таблице о состоянии посёлка Чичаговского на 1 января 1906 года — 1 августа 1907 года»: число дворов 13, мужчин 43, женщин 35. Под огородами 3 десятины, под пашнями 73.
Так, согласно «Обзору Приморской области за 1906 год», в Чичаговском 46 дворов, мужчин 143, женщин 99. Под огородами 80 десятин, под пашнями — 4.
На 1 августа 1907 год: дворов 73, мужчин 212, женщин 183. Под огородами 9 десятин, под пашнями 167.
В1908 году в посёлке Чичаговский приступают к постройке храма.
По «Обзору Приморской области за 1910 год», на 76 хозяйств (дворов) казачьего сословия 393 человека, вневойскового — 173. Под огородами 68, под пашнями 26 десятин.
Станция Надеждинская и посёлок Чичаговский находились по соседству, но административно разделялись.
С августа 1917 года посёлок был переименован в станицу Вольную.
К концу 1921 года в документах появлялись названия: посёлок Надеждинский. Вплоть до образования Надеждинского района в 1937 году, да и многие годы спустя можно встретить разные варианты: станция Надеждинская, село (селение) Надежинское.
С 1926 года существовало два сельсовета, как органы местного самоуправления: Вольно-Надеждинский и Корейский Надеждинский (до октября 1937 года).

## Население
| 1906  | 1907  | 1910  | 1926  | 1939  | 1959  | 1970  |
| ----- | ----- | ----- | ----- | ----- | ----- | ----- |
| 78    | ↗395  | ↗566  | ↗801  | ↗2185 | ↗4193 | ↗5096 |
| 1979  | 1989  | 2002  | 2005  | 2008  | 2010  | 2021  |
| ↘5076 | ↗5975 | ↗6765 | ↘6577 | ↘6152 | ↗6694 | ↗8403 |

По результатам переписи 2002 года — 6765 человек, из них 47,3 % мужчин и 52,7 % женщин.

## Памятники
- Памятник Ленину
- Памятник погибшим в Великой Отечественной войне
- Памятник П. И. Чайковскому
- Памятник летному экипажу, погибшему 25.08.1986 г. при крушении военного самолета Ту-95РЦ[13].

## Спорт
- Стадион «Юбилейный»
- Секции Окинава Годзю-рю Каратэ-До, Кендо.

## Культура
- Школа искусств.

## Транспорт
Регулярное автобусное сообщение с Владивостоком, Артёмом и Тавричанкой, микроавтобусы — в посёлки Новый, Раздольное. Электропоезда от станции Надеждинская в направлении Владивостока, Уссурийска.